# Cononicephora
Cononicephora is een geslacht van rechtvleugeligen uit de familie sabelsprinkhanen (Tettigoniidae). De wetenschappelijke naam van dit geslacht is voor het eerst geldig gepubliceerd in 1993 door Gorochov.

## Soorten
Het geslacht Cononicephora omvat de volgende soorten:
- Cononicephora rentzi Gorochov, 1994
- Cononicephora berezhkovi Gorochov, 1993
- Cononicephora tarbinskyi Gorochov, 1993